# Tomaž Terček
Tomaž Terček, slovenski TV in radijski voditelj in novinar, * 2. december 1937, Slovenija, † 18. julij 2001.
Bil je športni reporter, komentator, urednik in voditelj na Radiu Ljubljana in TV Slovenija. V slovenski kolektivni spomin se je zapisal kot tisti, ki je leta 1980 slovensko javnost obvestil o smrti tedanjega jugoslovanskega predsednika, Josipa Broza Tita.
Za napovedovalca na Radiu Ljubljana je bil sprejet julija 1957. Ob napovedovanju se je preizkusil kot športni reporter, nato pa je prevzel vodenje elitne oddaje Spoznavajmo svet in domovino. Na televiziji je pričel delovati jeseni 1958, kjer je najprej deloval kot športni komentator in reporter, zatem se je v oddaji Pionirski mozaik, ki jo je konec 50-ih let vodila Bojka Klemenčič, vodil pogovore s takratnimi znanimi osebnostmi iz sveta športa, filma in estrade. Vodil je tudi tv kviz, pogovore v mladinskem tv klubu, ves čas pa je veliko pozornost namenjal tudi športnemu novinarstvu. Z uvedbo slovenskega TV dnevnika sta bistven del njegove kariere postala poznejše urednikovanje in vodenje. Poročen je bil s slovensko pravnico Natašo Belopavlovič.